# Clubiona nollothensis
Clubiona nollothensis är en spindelart som beskrevs av Simon 1910. Clubiona nollothensis ingår i släktet Clubiona och familjen säckspindlar.
Artens utbredningsområde är Namibia. Inga underarter finns listade i Catalogue of Life.